# Aeroportul regional Ta'if
Aeroportul regional Ta'if (în arabă مطار الطائف الإقليمي) (IATA: TIF, ICAO: OETF) este un aeroport din Provincia Mecca, Arabia Saudită ce deservește zona Ta'if⁠(d). Aeroportul a fost tranzitat în 2021 de 570.040 de pasageri.
Situat la o altitudine de 1.477 m, aeroportul dispune de 2 piste. Este operat de Apărarea Arabiei Saudite.

## Infrastructură

### Piste
Aeroportul dispune de 2 piste. Pista 07/25 are suprafața de asfalt și dimensiunile 3.735 m × 45 m. Pista 17/35 are suprafața de asfalt și dimensiunile 3.350 m × 45 m. 